# Monténégro aux Jeux européens de 2015
Le Monténégro était présent aux Jeux européens de 2015, la première édition des Jeux européens, organisée à Bakou, en Azerbaïdjan.

## Médailles
| Sport                  | Discipline              | Athlète(s)     | Performance | Date    |
| Médaille d'or : 0      |                         |                |             |         |
| Médaille d'argent : 0  |                         |                |             |         |
| Médaille de bronze : 1 |                         |                |             |         |
| Karaté                 | Femmes - Moins de 68 kg | Marina Rakovic |             | 14 juin |